# Star Wars (Main Title)
Star Wars (Main Title) ist ein von John Williams komponiertes und dirigiertes Thema. Die Aufnahme des London Symphony Orchestra aus dem Jahr 1977 ist das musikalische Hauptthema von Star Wars.

## Geschichte
Es ist das musikalische Hauptthema von Star Wars und gilt als das wichtige Leitmotiv für Luke Skywalker, den Protagonisten der ursprünglichen Star-Wars-Trilogie. Die Originalaufnahme aus dem Jahr 1977 wurde vom London Symphony Orchestra eingespielt. Die Komposition ist von Erich Wolfgang Korngolds Filmmusik für den Film Kings Row aus dem Jahr 1942 und Gustav Holsts Jupiter aus seiner Orchestersuite Die Planeten beeinflusst.
Star Wars (Main Title) ist neben der Disco-Version von Cantina Band (B-Seite) einer von zwei Musikhits aus Star Wars.

## Chartplatzierungen
| ChartsChartplatzierungen       | Höchstplatzierung | Wochen |
| ------------------------------ | ----------------- | ------ |
| Vereinigte Staaten (Billboard) | 10 (17 Wo.)       | 17     |

| ChartsJahrescharts (1977)      | Platzierung |
| ------------------------------ | ----------- |
| Vereinigte Staaten (Billboard) | 99          |

## Meco-Version
Der US-amerikanische Musikproduzent und Posaunist Meco veröffentlichte 1977 eine Disco-Version, welche die Top 10 in Großbritannien, sowie Platz eins der US-Charts erreichte.

### Chartplatzierungen
| ChartsChartplatzierungen       | Höchstplatzierung | Wochen |
| ------------------------------ | ----------------- | ------ |
| Vereinigte Staaten (Billboard) | 1 (20 Wo.)        | 20     |
| Vereinigtes Königreich (OCC)   | 7 (9 Wo.)         | 9      |

| ChartsJahrescharts (1977)      | Platzierung |
| ------------------------------ | ----------- |
| Vereinigte Staaten (Billboard) | 71          |

### Auszeichnungen für Musikverkäufe
| Land/Region               | Auszeichnungen für Musikverkäufe (Land/Region, Auszeichnung, Verkäufe) | Verkäufe  |
| ------------------------- | ---------------------------------------------------------------------- | --------- |
| Vereinigte Staaten (RIAA) | Platin                                                                 | 2.000.000 |
| Insgesamt                 | 1× Platin ·                                                            | 2.000.000 |

## Weitere Coverversionen
Die Titelmelodie von Star Wars wurde einen Monat nach der Aufführung des London Symphony Orchestra von Patrick Gleeson gecovert. Seine Version wurde in Frankreich und den Vereinigten Staaten veröffentlicht.